# Heinz Guderian
Heinz Wilhelm Guderian (Kulm, llavors Prússia Occidental, actualment Chełmno, Polònia; 17 juny 1888 - Schwangau, Baviera, Alemanya Occidental, 14 de maig de 1954) va ser un militar alemany, coronel general (generaloberst) de la Wehrmacht i Cap de l'Estat Major General de l'Exèrcit, després de la guerra, es va convertir en un exitós autor de memòries. Pioner i defensor del concepte de la blitzkrieg (guerra llampec), va fer un paper central en el desenvolupament del concepte de divisió panzer. El 1936, es va convertir en Inspector General de les Tropes Blindades.
A l'inici de la Segona Guerra Mundial, Guderian va dirigir un cos blindat en la invasió de Polònia. Durant la invasió de França, va comandar les unitats blindades que van atacar a través del bosc de les Ardenes i van aclaparar les defenses aliades a la batalla de Sedan. Va liderar el 2n Panzergruppe durant l'operació Barba-roja, la invasió de la Unió Soviètica. La campanya va acabar en un fracàs després que l'operació Tifó va fracassar en el seu objectiu principal de capturar Moscou, després de la qual cosa Guderian va ser destituït.
A principis de 1943, Adolf Hitler va nomenar a Guderian per al lloc recentment creat d'Inspector General de Tropes Blindades. En aquest càrrec, tenia una àmplia responsabilitat de reconstruir i entrenar noves forces blindades, però va tenir un èxit limitat a causa de l'empitjorament de l'economia de guerra d'Alemanya. Guderian va ser nomenat cap interí de l'Estat Major de l'Alt Comandament de l'Exèrcit, immediatament després de l'atemptat del 20 de juliol de 1944 per assassinar Hitler.
Guderian va ser posat a càrrec del «Tribunal d'Honor de l'Exèrcit» per Hitler, que arran del complot es va utilitzar per expulsar suposats conspiradors de l'exèrcit perquè poguessin ser jutjats en el Volksgerichtshof (tribunal del poble) i executats. Va ser assessor personal de Hitler en el front oriental i es va associar estretament amb el règim nazi. Les tropes de Guderian van dur a terme l'Ordre dels Comissaris i el Decret Barba-roja durant l'Operació Barba-roja, i va estar implicat en la comissió de represàlies després del fallit aixecament de Varsòvia de 1944.
Guderian es va rendir a les tropes nord-americanes el 10 de maig de 1945 i va estar internat fins a 1948. Va ser posat en llibertat sense càrrecs i es va retirar per escriure les seves memòries, titulades Records d'un soldat (en alemany, Erinnerungen eines Soldaten), publicada el 1950. L'autobiografia es va convertir ràpidament en un gran èxit de vendes, molt llegit fins al dia d'avui. Els escrits de Guderian van promoure diversos mites de la postguerra, inclòs el Mite de la Wehrmacht innocent. En la seva autobiografia, Guderian es va descriure a ell mateix com l'únic creador de la força panzer alemanya; va ometre qualsevol menció de la seva relació amb Hitler i el règim nacionalsocialista o dels crims de guerra comesos per les tropes sota el seu comandament. Guderian va morir el 1954 i va ser enterrat a Goslar.

## Biografia

### Infància i joventut
Guderian va néixer en Kulm a l'antiga Prússia oriental (Actual Chełmno, Polònia) el 17 de juny de 1888, els seus pares es deien Friedrich i Clara. El seu pare i avis eren oficials prussians i va créixer a ciutats de guarnició envoltades per militars. El 1903, se'n va anar de casa i es va matricular en una escola de cadets militars. Va ser un estudiant capaç, encara que va tenir una baixa nota a l'examen final. Va entrar a l'exèrcit com a oficial cadet el febrer de 1907 al 10è Batalló d'Infanteria Lleugera de Hannover, sota el comandament del seu pare. Es va convertir en segon tinent el gener de 1908. L'1 d'octubre de 1913 es va casar amb Margarete Goerne amb qui va tenir dos fills, Heinz Günther i Kurt.

### La primera guerra mundial
Durant la primera guerra mundial, Guderian va ser oficial de comunicacions i comandant d'una estació de ràdio. El novembre de 1914, va ser ascendit a tinent primer. Entre maig de 1915 i gener de 1916, va estar a càrrec de la intel·ligència de senyals per al 4t Exèrcit. Va lluitar en la batalla de Verdun i el 15 de novembre de 1915 va ser ascendit a capità. Després va ser enviat a la 4a Divisió d'Infanteria abans de convertir-se en comandant del 2n Batalló d'Infanteria del 14è Regiment. El 28 de febrer de 1918, va ser nomenat membre de l'Estat Major del cos d'intel·ligència de l'exèrcit, on es va especialitzar en telecomunicacions. Al finalitzar la guerra estava destinat com a oficial d'operacions al territori de l'Itália ocupada per Àustria-Hongria. Tot i la dramàtica situació en què es trobava tant l'exèrcit alemany com la mateixa Alemanya després de la revolució de novembre de 1918, Guderian no estava d'acord amb el fet que Alemanya signés l'Armistici de l'11 de novembre de 1918, creient que l'Imperi alemany hauria d'haver continuat la guerra.

### Entreguerres
Al començament de 1919 i ja conclosa la gran guerra, va ser seleccionat entre un dels quatre mil oficials que permetria el Tractat de Versalles tindre en la Reichswehr. Va ser assignat per servir a l'estat major de la comanda central del Servei de Guàrdies de la Frontera Oriental, que estava destinat a controlar i coordinar les unitats independents Freikorps en la defensa de les fronteres orientals d'Alemanya contra les forces poloneses i soviètiques compromeses en la guerra civil russa. El juny de 1919, Guderian es va unir a la Brigada de Ferro com el seu segon oficial d'Estat Major.

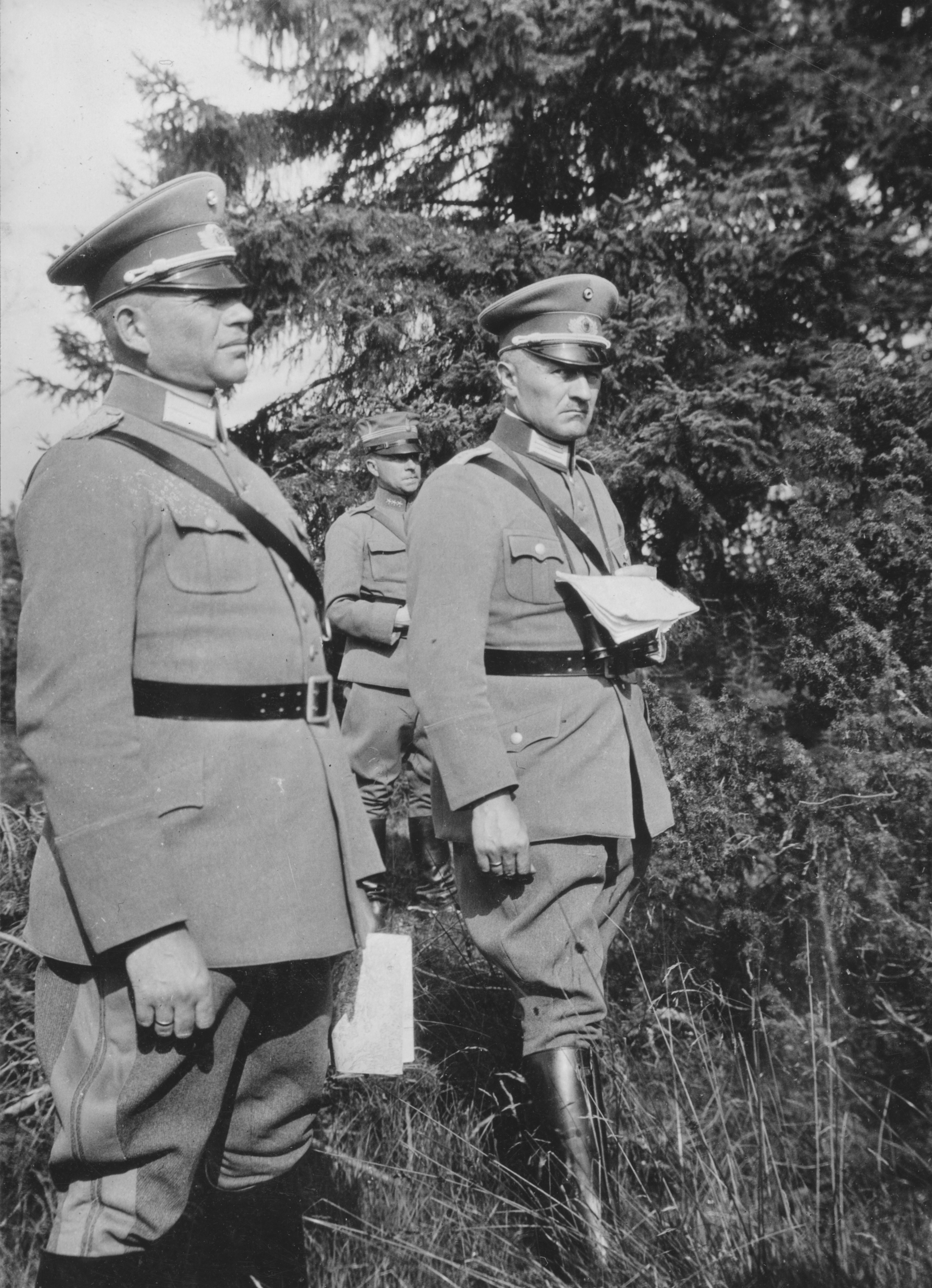
El major Guderian (esquerra) en el seu viatge a Suècia al 1929

En la dècada de 1920, Guderian va conèixer les tàctiques de guerra blindada d'Ernst Volckheim, un comandant de tancs de la Primera Guerra Mundial i un prolífic escriptor sobre el tema. Guderian va estudiar els principals experts europeus sobre guerra blindada i entre 1922 i 1928 va escriure cinc articles per «Military Weekly», una revista de les forces armades. Si bé els temes tractats en aquests articles eren mundans, Guderian els va relacionar amb la derrota d'Alemanya en la Primera Guerra Mundial, un tema molt controvertit en aquell moment en Alemanya, i així va elevar el seu perfil dins de l'exèrcit. Durant els anys vint Alemanya com tenia prohibit l'ús dels tancs en el seu exèrcit es van dur a terme algunes maniobres amb tancs de prova en la Unió Soviètica i Guderian va ser l'encarregat d'avaluar acadèmicament els resultats. En aquest moment la Gran Bretanya també estava experimentant amb unitats blindades al comandament del general Percy Hobart, i Guderian es va mantenir al tant dels escrits de Hobart. En 1924, va ser nomenat instructor i historiador militar a Stettin (actual Szczecin).
El 1927, va ser ascendit a major i a l'octubre va ser destinat a la secció de transport del Truppenamt, una forma clandestina d'Estat Major de l'exèrcit, que havia estat expressament prohibit pel Tractat de Versalles. En la tardor de 1928, ja era un destacat orador i escriptor sobre tancs L'octubre de 1928, va ser transferit a l'Estat Major d'Instrucció de Transport Motoritzat per dedicar-se, principalment, a tasques docents. En 1929 Guderian va visitar Suècia per fer un estudi, fins i tot se li va permetre conduir breument un tanc suec Stridsvagn m / 21-29. El 1931, va ser ascendit a Oberstleutnant i es va convertir en cap de gabinet de la Inspecció de Tropes Motoritzades sota el comandament del General major Oswald Lutz. Això va col·locar a Guderian al centre del desenvolupament de la guerra mòbil i les forces blindades a Alemanya.
En la dècada de 1930, va fer un paper important al desenvolupament tant del concepte de Divisió Panzer com d'una doctrina de guerra ofensiva mecanitzada que més tard es coneixeria com a blitzkrieg. El 3r batalló de transport motoritzat de Guderian va esdevenir el model per a la futura força blindada alemanya. Però, el seu paper va ser menys important que com va dir posteriorment a les seves memòries i que el que els historiadors van dir. Guderian i el seu superior immediat Lutz tenien una relació simbòlica. Tots dos van treballar incansablement amb l'objectiu compartit de crear una poderosa força panzer. Guderian era la cara pública que defensava la guerra mecanitzada mentre que Lutz treballava a l'ombra de Guderian.

### La blitzkrieg i els seus fonaments

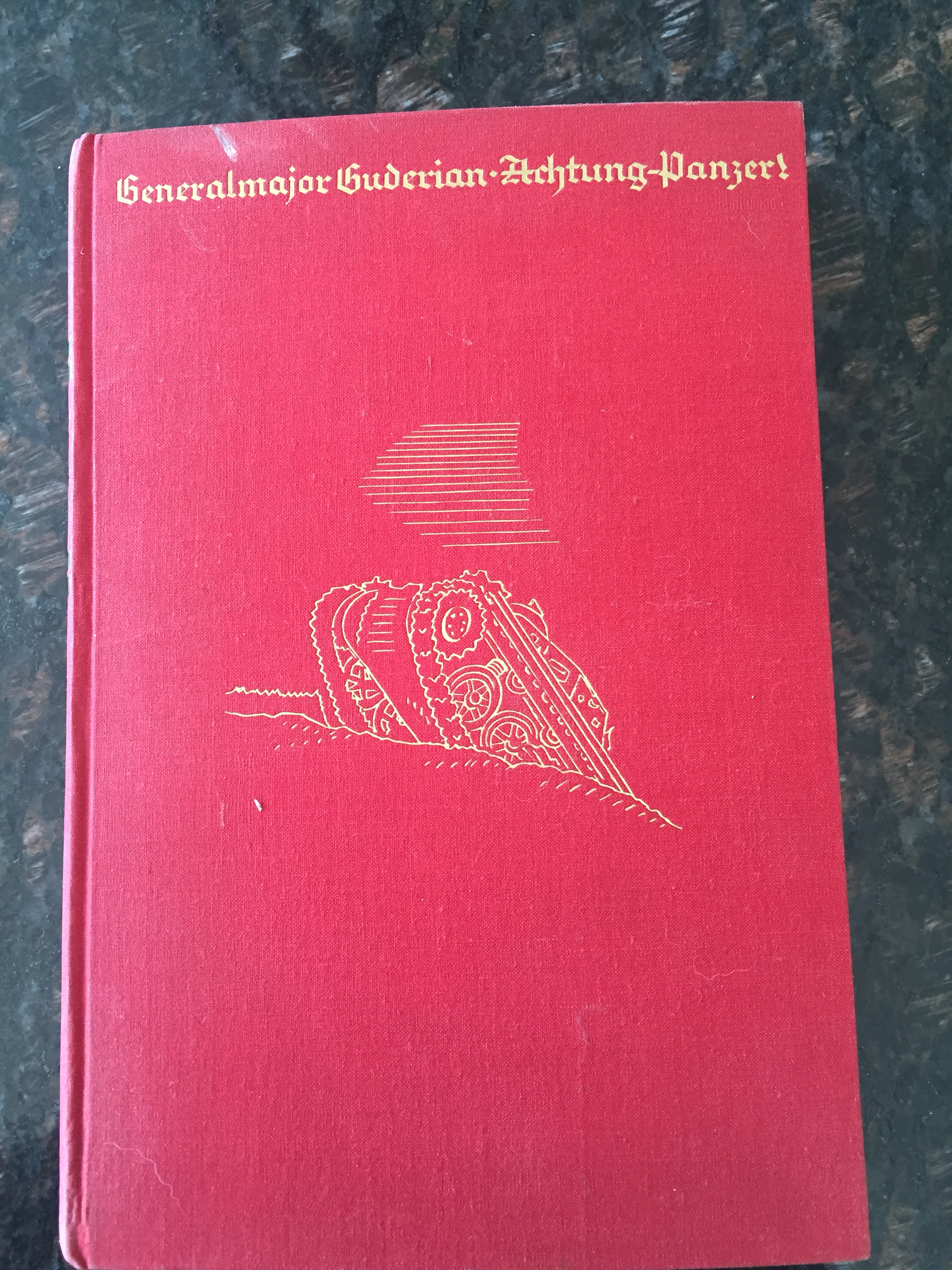
Portada de la publicació original del llibre de Heinz Guderian "Achtung Panzer" en alemany.

Guderian durant els anys vint i trenta es va dedicar a l'estudi i lectura sobre la nova arma blindada. Guderian, que parlava anglès i francès amb fluïdesa havia llegit i estudiat les teories de pensadors com Basil Liddell Hart, el coronel John F. Fuller en Gran bretanya i Mikhaïl Tukhatxevski en la unió sovietica. També hi ha precedents en els escrits de Charles de Gaulle, a França, el llibre L'exèrcit del futur va ser traduït a l'alemany pel mateix Guderian. Fins i tot havia pogut observar uns exercicis duts a terme per l'exercit britànic durant els anys vint en la plana de Salisbury, allà és on va treure la idea d'unitats que es moguessin ràpidament combinant tancs i artilleria amb infanteria que pogués obrir-se pas de pressa i avançar profundament en territori enemic.
Amb la victòria de Hitler en les eleccions de 1933 es va alinear amb el nacionalsocialisme en un intent de promoure el concepte de força panzer, atraure suports i assegurar els recursos necessaris per al seu desenvolupament. A principis de 1934, va realitzar una demostració del concepte de guerra blindada al mateix Hitler, quan aquest va veure en funcionament dels tancs experimentals que en aquell moment disposava Alemanya. Hitler impressionat amb els resultats li diu a Guderian «Això és el que necessito! Això és el que vull tindre!». Hitler el va nomenar coronel d'estat major d'unitats blindades el 1934. Para el 15 d'octubre de 1935 van ser organitzades tres noves divisions cuirassades. La primera baix el comandament del general baron von Weichs en Weimar, la segona baix el comandament del mateix Guderian en Würzburg i la tercera baix el comandament del general Fessmann en Berlín.

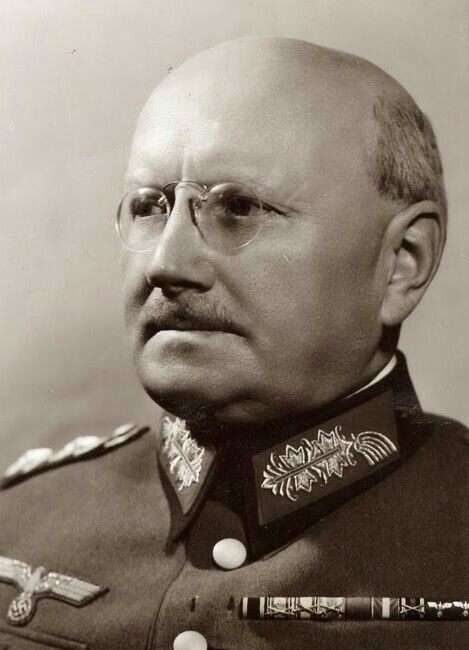
Oswald Lutz va de ser de gran ajuda en la creació de la blitzkrieg

Lutz va persuadir, entabanar i va compensar el comportament sovint arrogant i argumentatiu de Guderian cap als seus companys. Referent a això l'historiador Pier Battistelli va escriure que és difícil determinar exactament qui va desenvolupar cadascuna de les idees darrere de la força panzer. Molts altres oficials, com Walther Nehring i Hermann Breith, també van participar en la seva concepció. No obstant això, Guderian és àmpliament acceptat com a pioner en el desenvolupament de sistema de comunicacions per a les unitats panzer. Però en canvi, els principis centrals de la guerra llampec - independència, massa i sorpresa - van ser publicats per primera vegada en declaracions doctrinals de guerra mecanitzada per Lutz.
Durant la tardor de 1936, el general Lutz li va demanar a Guderian que escrivís un llibre sobre l'evolució de les forces dels tancs i les teories desenvolupades per al seu ús en la guerra. A la feina resultant, Guderian va barrejar conferències acadèmiques, una revisió de la història militar i la teoria de la guerra blindada basada, en part, en el llibre Der Kampfwagenkrieg (La guerra de carros) de 1934 del general austrohongarès Ludwig von Eimannsberger. Encara que limitat, el llibre va ser un èxit en molts aspectes. Contenia dues preguntes rellevants que requeririen resposta si es mecanitzava un exèrcit. Com es proveirà l'exèrcit amb combustible, recanvis i vehicles de reemplaçament? I com moure grans forces mecanitzades, especialment amb cotxe? Va respondre a les seves pròpies preguntes en discussions sobre tres àrees generals: abastiment de combustible; parts separades; i accés a carreteres.

### La nova guerra mòbil

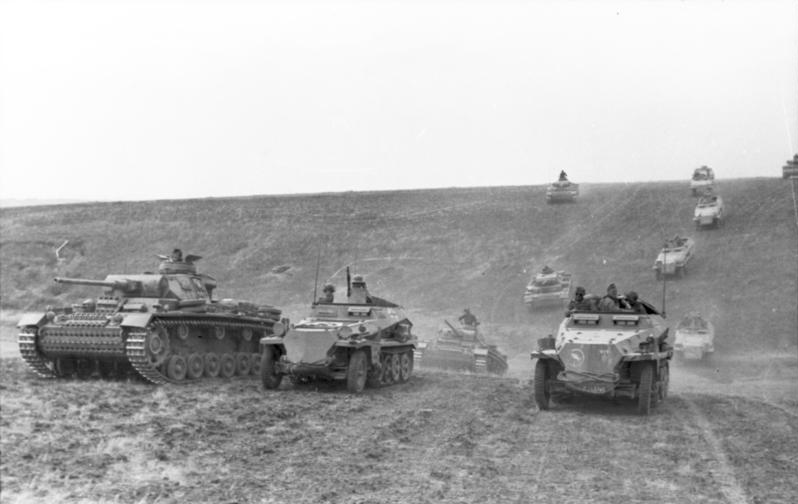
Guderian va ajudar a desenvolupar divisions panzer i l'enfocament de la guerra llampec.

Guderian desenvolupa i defensa l'estratègia de concentrar formacions blindades al punt d'atac (der Schwerpunkt) i la penetració profunda. En Achtung Panzer, va descriure el que creia que eren elements essencials per un bon atac de tancs es requeria: sorpresa, desplegament massiu i terreny adequat. Doncs la doctrina que ell proposava era una combinació entre atacs de bombardejos conjunts amb avions i artilleria, seguit amb un atac central dels tancs seguit i donat suport amb les unitats d'infanteria. Una vegada trencat el front els tancs avançarien profundament cap a territori enemic mentre que la infanteria atacaria la rereguarda enemiga destrossant a l'exèrcit enemic. Aquesta tàctica va sorgir com a resposta a la guerra de posicions o com deien els aliats la batalla Metòdica la qual consistia en l'atrinxerament de les unitats. La velocitat seria un factor clau per la Blitzkrieg, ja que tot havia de succeir molt de pressa per així desconcertar i col·lapsar a l'enemic. Amb això, Guderian intentava evitar la guerra de posicions com els aliats estaven plantejant, ja que es va veure que Alemanya no era capaç d'aguantar una guerra de desgast.
Guderian creia que entre els elements necessaris per a l'èxit, els comandants de les forces mòbils haurien de poder comunicar-se entre si i amb les seves subunitats. Guderian va insistir 1933 en què els tancs alemanys estiguessin equipats amb ràdios i intercomunicadors per permetre que cada comandant de tanc es comuniqui amb la seva tripulació i altres tancs del seu gran escamot i companyia. A cada tanc alemany la seva tripulació treballaven en equip i el comandant del tanc podia comunicar-se amb cada membre de la tripulació. A més, els tancs alemanys van treballar col·lectivament com equips, assegurant la protecció mútua i una major potència de foc efectiva.

### L'annexió d'Austria i dels sudets

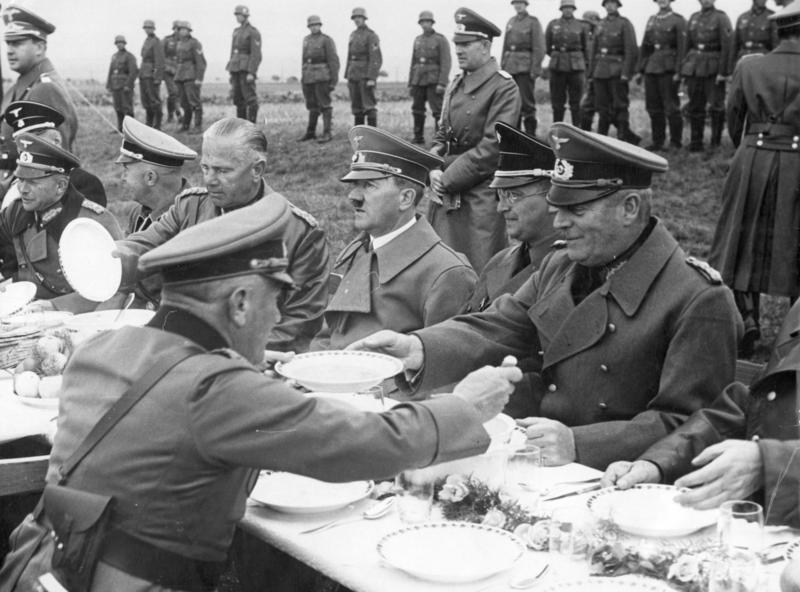
Guderian (extrem esquerre) assegut al costat de Himmler a l'esquerra de Hitler en la regió dels sudets (Txecoslovàquia) (1938), en primer pla Wilhelm Keitel.

El 1938, Hitler va purgar a l'exèrcit de personal que no simpatitzava amb el Partit nacionalsocialista, raó per la qual Lutz va ser acomiadat i reemplaçat per Guderian. A la primavera d'aquest mateix any, Guderian va tenir la seva primera experiència al comandament d'una força panzer durant l'annexió d'Àustria. La mobilització va ser caòtica, els tancs es van quedar sense combustible o es van avariar, i la capacitat de combat de la formació era inexistent. Es va unir al Führer en Linz quan aquest es dirigia d'Alemanya a Àustria a celebrar l'annexió, Guderian va arribar a la capital àustrica (Viena) la matinada del 13 de març on havia esclatat una gran manifestació en honor a la unificació. Posteriorment, es va disposar a remeiar els múltiples problemes que havia trobat en la força panzer. L'últim any, abans de l'esclat de la Segona Guerra Mundial, va fomentar una relació cada vegada més estreta amb Hitler. Va assistir a l'òpera amb ell i va rebre invitacions a sopar. Quan el Primer ministre britànic Neville Chamberlain, en la seva política d'apaivagament, li va cedir a Hitler la regió txecoslovaca dels sudets, mitjançant els Acords de Múnic, la regió va ser ocupada pel XVI Cos Motoritzat al comandament de Guderian.

## Segona guerra mundial

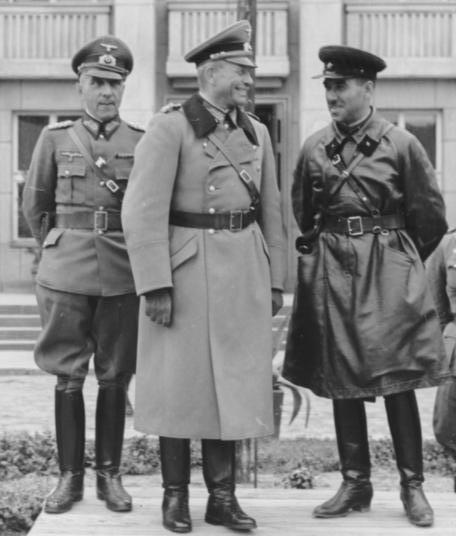
Guderian (centre) al costat del major general soviètic Semión Krivoshéin en la desfilada militar a Brest el 22 de setembre de 1939

### Campanya de Polònia
Durant agost de 1939, Guderian va prendre el comandament del recentment format XIX Cos Motoritzat. En poc temps se li va ordenar encapçalar l'element nord de la invasió de Polònia que va començar l'1 de setembre. Sota el seu comandament el cos comptava amb una de les sis divisions panzer que en aquest moment tenia Alemanya; El cos de Guderian controlava el 14,5% dels vehicles blindats de combat d'Alemanya. La seva tasca era avançar a través de l'antic territori de Prússia Occidental (que incloïa el seu lloc de naixement a Kulm), després avançar a través de Prússia Oriental abans de dirigir-se a sud cap a Varsòvia. Guderian va usar el concepte alemany de «liderar cap endavant», que requeria que els comandants es moguessin al front de batalla i avaluessin la situació en persona. Va fer ús extensiu dels sistemes de comunicació moderns en viatjar en un vehicle de comandament especialment equipat amb ràdio amb el qual es mantenia en constant contacte amb el comandament del cos.
El 5 de setembre, el XIX Cos es va unir a les forces alemanyes que avançaven cap a l'oest des de Prusia Oriental. Guderian havia aconseguit la seva primera victòria operativa i va fer un recorregut pel camp de batalla a Hitler i a Heinrich Himmler, cap de les SS. L'endemà, va traslladar el seu cos a través de Prússia Oriental per participar en l'avanç sobre Varsòvia. El 9 de setembre, el seu cos va ser reforçat per la 10a Divisió Panzer i va continuar endinsant-se en Polònia, acabant a Brest-Litovsk. En deu dies, el XIX Cos de Guderian havia recorregut 330 quilòmetres, de vegades contra una forta resistència. Les divisions Panzers havien demostrat ser una arma poderosa, amb sol vuit tancs destruïts de 350 empleats. El 16 de setembre, Guderian va llançar un atac contra Brest Litovsk; l'endemà, la Unió Soviètica va envair Polònia. Va llançar un ultimàtum a la ciutat: havien de rendir-se als alemanys o als soviètics, la guarnició va capitular davant els alemanys. L'entrada de la Unió Soviètica en la guerra va destrossar la moral polonesa i les forces poloneses van començar a rendir-se en massa a les tropes de Guderian. A la fi de la campanya, va rebre la Creu de Cavaller de la Creu de Ferro.
L'historiador Russel Hart va escriure que Guderian va donar suport a la invasió perquè «menyspreava als catòlics polonesos eslaus que ara ocupaven parts de la seva estimada i natal Prússia». El més important en la seva ment era l'«alliberament» de la seva antiga propietat familiar a Gross-Klonia; Guderian va ordenar l'avanç sobre Gross-Klonia de nit i a través de la boira, el que va provocar el que posteriorment va admetre que van ser «greus baixes» .
Durant la invasió, l'exèrcit alemany va maltractar i matar presoners de guerra polonesos, ignorant tant la Convenció de Ginebra com les seves pròpies regulacions militars. El Cos de Guderian es va retirar abans que les SS comencessin la seva campanya de neteja ètnica (vegeu Crims de guerra alemanys a Polònia). Així i tot, Guderian va saber de les operacions d'assassinat i de deportació de jueus en guetos nazis gràcies al seu fill, Heinz Günther Guderian, qui havia presenciat alguns d'ells. No hi ha constància que realitzés cap protesta.

### Campanya a França

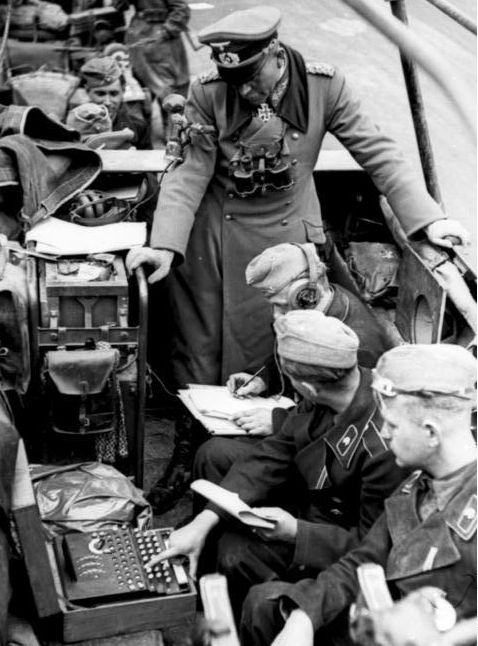
Guderian amb una màquina Enigma en un semioruga Sd.Kfz. 251 utilitzat com a centre de comandament mòbil durant la batalla de França al 1940

Guderian va participar en els debats estratègics que van precedir la invasió de França i els Països Baixos. El pla estava sent desenvolupat pel seu company de classe a l'Acadèmia de Guerra de 1907, Erich von Manstein. El pla que aquest últim va desenvolupar, posteriorment conegut com a Pla Manstein, desplaçava el pes de les formacions blindades d'un atac frontal a través dels Països Baixos a un de flanc a través de la regió densament boscosa de les Ardenes. Guderian va expressar amb gran confiança la viabilitat de portar tancs a través del muntanyós Bosc de les Ardenes i posteriorment se'l va informar que potser havia de comandar la punta de llança de l'atac ell mateix. Després es va queixar de la manca de recursos fins que se li van assignar set divisions mecanitzades amb què acomplir la tasca. El pla establia una força per a la penetració del bosc que comprenia la concentració més gran de blindats alemanys fins a aquesta data; 1112 del total de 2438 tancs que en aquell moment disposava Alemanya.
El cos de Guderian va encapçalar l'atac a través de les Ardenes i sobre el riu Mosa. Va liderar l'atac que va trencar les línies franceses a la batalla de Sedan. El seu grup panzer va encapçalar l'anomenada carrera cap al mar, que va acabar amb la Força Expedicionària Britànica (BEF) i les forces franceses atrapades a Dunkerque. Un contraatac britànic a Arràs el 21 de maig va alentir l'avenç alemany i va permetre al BEF establir sòlides defenses al voltant dels punts d'evacuació, mentre que Hitler, conscient de possibles revessos i de permetre l'ús de blindats sense suport d'infanteria en la lluita urbana, va emetre l'ordre d'aturar l'avenç. Guderian en les seves memòries va expressar el seu rebuig cap a la decisió de Hitler d'aturar les formacions blindades. Es va ordenar una represa general de l'atac el 26 de maig, però llavors les forces aliades s'havien reagrupat amb el que van oferir una dura resistència. El 28 de maig, amb les pèrdues en augment, Guderian va aconsellar l'abandonament de l'assalt blindat a favor d'una operació tradicional d'artilleria-infanteria. Més tard, va atacar l'est de París i després va rebre l'ordre d'avançar cap a la frontera suïssa. L'ofensiva va començar a la Línia Weygand el 9 de juny i va acabar el 17 de juny amb el setge de les defenses de la Línia Maginot i les restants forces franceses. Els seus tancs es movien tan de pressa que els francesos van quedar desbordats, i fins i tot L'Alt Comandament alemany va expressar els seus dubtes quan Guderian va informar que era a la frontera suïssa.
Tot i que la invasió alemanya sobre França va ser un complet èxit, la derrota francesa no era inevitable; els francesos tenien un millor equip militar i més nombrós i no es van veure aclaparats per una força militar numèrica o tecnològicament superior. En canvi, la derrota francesa va ser deguda a l'escassa moral de l'exèrcit, una estratègia militar antiquada, una manca de coordinació entre les tropes aliades i la rigidesa de l'alt comandament francès. Hitler i els seus generals es van tornar massa confiats després de la seva històrica victòria, i van arribar a creure que podien derrotar la Unió Soviètica, un país amb, significativament, més recursos naturals, efectius i capacitat industrial.

### Campanya en la Unió Sovietica
Al seu llibre Achtung - Panzer!, del 1937, va escriure que «ha passat el temps en què els russos no tenien instint per a la tecnologia» i que Alemanya hauria d'afrontar «la qüestió oriental d'una manera més seriosa que mai en història». A les seves memòries Guderian explica que havia estat analitzant les campanyes de Napoleó I i Carles XII de Suècia en Rússia i va expressar la seva preocupació cap a la invasió. Tot i això, durant la planificació de l'Operació Barba-roja, la invasió alemanya de la Unió Soviètica, s'havia tornat optimista sobre la suposada superioritat de les armes alemanyes. El maig de 1941, Guderian havia acceptat la posició oficial de Hitler que l'Operació Barba-roja era un atac preventiu. Ell havia acceptat alguns elements centrals del nacionalsocialisme: com ara el Lebensraum concepte d'expansió territorial i la destrucció de la suposada amenaça del Jueu-bolxevisme.
El 2n Panzergruppe de Guderian va començar la seva ofensiva el 22 de juny travessant el riu Bug i avançant cap al Dnièper. Les forces combinades del 2n i el 3r Panzergruppe van tancar la Borsa de Minsk, capturant 300 000 presoners abans d'avançar cap a Smolensk. Guderian va rebre la Creu de Cavaller amb fulles de roure el 17 de juliol de 1941. Després de la conclusió de la Batalla de Smolensk, el 15 de juliol, que va acabar amb el setge i destrucció del 16è, 19è i el 20è exèrcits soviètics, els alemanys estaven a només 320 quilòmetres de Moscou i l'Exèrcit Roig amb prou feines tenia un grapat de delmades divisions per aturar el seu avenç, raó per la qual el Generaloberst Franz Halder, cap de l'Estat Major de l'OKH, va argumentar a favor d'un atac total cap a Moscou.

#### La qüestió Moscou-Kíev
Una qüestió va néixer a mitjans d'agost de 1941. En agost de 1941 el camí cap a Moscou va quedar obert, ja que disposava de poques unitats de reserva per la seva defensa i encara les divisions siberianes trigarien. A part que en aquells moments s'estava duent a terme l'evacuació de la indústria soviètica cap als Urals per evitar els bombardejos i captura de la indústria armamentística soviètica. Arriba a Moscou tan aviat, permetria a Alemanya fer-se amb el 30% de la indústria soviètica el que ajudaria l'esforç bèl·lic alemany. Però Hitler preferia la captura d'Ucraïna, una zona rica en recursos. A part, volia acabar amb la resistència de l'exèrcit roig el qual la concentració més gran de l'exèrcit soviètic es trobava en les proximitats de Kíev. El pla de Hitler era amb ajuda del grup d'exèrcit centre fer una gran bossa entre les files soviètiques i així poder capturar i acabar amb l'esforç bèl·lic de l'URSS.
El 18 d'agost, Halder va enviar un detall d'atac contra Moscou a Hitler, pla que va rebutjar. Però Halder no va cedir, es va dirigir a la Caserna General del Generalfeldmarschall Fedor von Bock comandant del Grup d'Exèrcits Centre, als voltants de Minsk, on es va reunir amb els principals comandants subordinats a von Bock. En aquesta reunió, a proposta de Halder, es va decidir enviar Guderian a la Caserna General del Führer per canviar la «inalterable decisió» de Hitler de desviar tropes al sud per conquistar Kíev i la part occidental d'Ucraïna. L'estreta relació que tenia Hitler amb Guderian, amb qui havia anat a l'òpera diverses vegades abans de la guerra, el feia idoni per a aquesta missió. Al pla de Hitler per al viratge cap al sud, inesperadament es va posar del costat del dictador. Aquest abrupte canvi d'opinió va enfurismar tant Halder que en una conversa telefònica amb von Bock es va queixar amargament que Guderian els havia deixat a l'estacada.

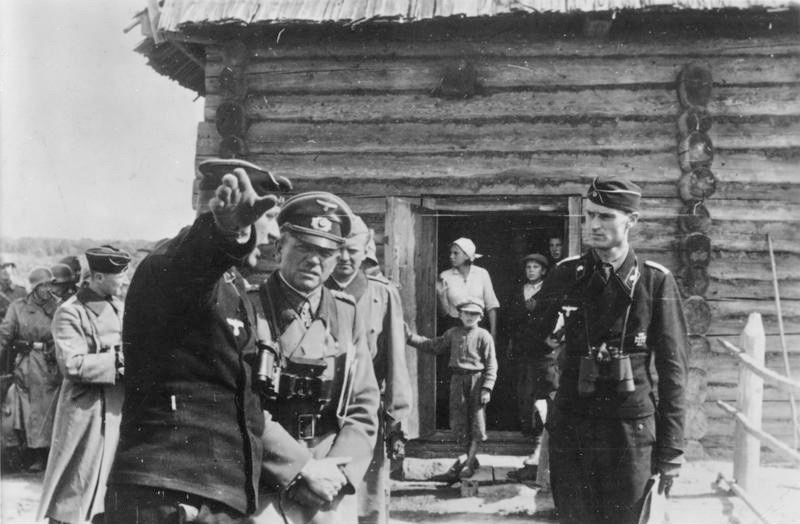
El Generaloberst Heinz Guderian al lloc de comandament avançat d'un regiment panzer prop de Kíev, agost de 1941

La versió que posteriorment va explicar Guderian, als seus oficials al comandament, Kurt von Liebenstein i Fritz Bayerlein va ser diametralment oposada. «No vaig poder fer res, cavallers. Em vaig enfrontar al sòlid davant de l'Alt comandament. Tots els presents assentien davant de cada frase que deia el Führer, i no vaig rebre cap suport a les meves idees». Aleshores va afegir «Ara no ens podem posar a plorar pels nostres plans. Hem de complir amb la nostra nova tasca». Posteriorment, Halder va intentar una vegada més dissuadir Hitler de desviar tropes blindades de l'atac a Moscou, però Hitler havia pres la seva decisióː «amb enemic o sense enemic, o cap altra consideració, el Führer no està interessat ara mateix a Moscou; l'únic que li importa és Leningrad» va anotar Halder disgustat al diari. Seguint ordres de Hitler el 2n Panzergruppe de Guderian avançaria en direcció sud-oest cap a Kíev i el 3r Panzergruppe de Hermann Hoth havia de desviar els seus tancs cap al nord per ajudar a la captura de Leningrad.
Per al 15 de setembre, les forces alemanyes incloent el 1r Panzergruppe (Ewald von Kleist) i el 2n Panzergruppe (Heinz Guderian) havien completat el setge més gran de la història, la batalla de Kíev. A causa del gir cap al sud del 2n Panzergruppe durant la batalla, la Wehrmacht va destruir tot el Front Sud-oest a l'est de Kíev, infligint més de 600 000 pèrdues a l'Exèrcit Roig abans del 26 de setembre. Tot i això, la campanya havia estat costosa; les forces alemanyes tenien només la meitat dels tancs que tenien tres mesos abans, havien patit 522 800 baixes principalment a les unitats d'infanteria, moltes de les quals només comptaven amb un terç de la seva força autoritzada, la Luftwaffe amb prou feines comptava amb 1005 avions operatius per al 6 de setembre i la situació era molt pitjor en el cas dels camions, munició i sobretot combustible. El 2n Panzergruppe de Guderian era el que més pèrdues havia patit; només el 21% dels seus tancs estaven operatius. A mitjans de setembre, Hitler va ordenar que fes un nou viratge, cap al nord en direcció a Moscou, desfermant el camí fins a l'àrea de Smolensk. «Per fi s'han aconseguit les condicions preliminars que ens permeten executar un cop últim i poderós que conduirà a l'aniquilació de l'enemic abans de l'hivern», deia la nova directiva del Führer. "Avui comença l'última gran batalla d'aquest any". Aquest viratge cap al nord va suposar un enorme esforç logístic que va consumir una gran quantitat de combustible del qual la Wehrmacht estava molt escassa.

#### L'avenç cap a Moscou
El temps se'ls acabava als alemanys per a finals de setembre, les freqüents pluges i nits gèlides eren l'avantsala del cru hivern que s'acostava. Guderian va ser el primer a atacar el 28 de setembre quan va enviar al seu XXXXVIII Cos Motoritzat en un atac de tempteig contra els fronts de Briansk i Sud-oest soviètics. Aquest primer atac va ser rebutjat pels soviètics després d'una sèrie de salvatges contraatacs, cosa que va portar la punta de llança de Guderian, la 25a Divisió Motoritzada, a retirar-se després de patir dures pèrdues.

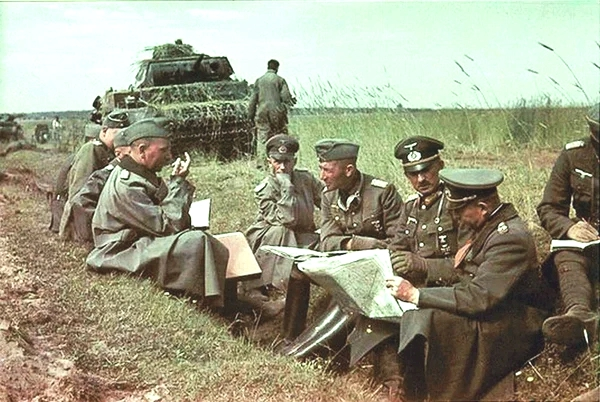
Generaloberst Guderian amb la seva caserna general durant la batalla de Moscou.

Tot i això, l'atac principal es va demorar fins al 2 d'octubre. Després d'una breu preparació d'artilleria, recolzada per una sèrie de devastadors atacs aeris, el 4t Panzergruppe va aconseguir trencar les línies soviètiques embolcallant en el seu avenç el flanc sud del 43è Exèrcit soviètic. Al mateix temps el 3r Panzergruppe va penetrar entre els 19è i 30è exèrcits al nord-oest de Viazma. Les dues avantguardes blindades van continuar avançant fins que, el 8 d'octubre, van enllaçar a l'est de Viazma encerclant en una gran bossa la major part dels 19è, 20è 24è i 32è exèrcits soviètics, tot i que en aquest cas la major part de les tropes encerclades van ser capaces d'escapar-se en petits grups després de destruir el seu equip pesant. Les tropes supervivents soviètiques van retrocedir a la següent línia de defensa establerta als voltants de Mozhaisk i Kaluga tot just 110 quilòmetres a l'oest de Moscou.
Més al sud, el 2 d'octubre, el 2n Panzergruppe de Guderian havia penetrat les línies de defensa del 13è Exèrcit soviètic (Avksenti Gorodnianski) i l'endemà, va ocupar Orel. Just al nord de l'avenç blindat de Guderian, el 2n Exèrcit alemany (Maximilian von Weichs), va encerclar els 13è i 50è exèrcits soviètics en dues grans borses als voltants de Briansk, però Guderian estava més interessat a continuar el seu avenç cap a Moscou que en cooperar amb el 2n Exèrcit en la destrucció de les tropes soviètiques encerclades, raó per la qual un gran nombre de soldats soviètics van ser capaços d'infiltrar-se entre les línies alemanyes i retirar-se a una nova línia de defensa soviètica a Mtsensk. El 7 d'octubre, Hitler va autoritzar Guderian a continuar el seu atac contra Moscou. Tot i això, les enfangades carreteres, l'escassetat de combustible i la cada vegada més resolta defensa soviètica van alentir, fins a gairebé aturar-lo, l'avenç alemany.
El 4 d'octubre, la 4a Divisió Panzer, part del 2n Panzergruppe va patir un sever revés a Mtsensk, a prop d'Oriol, quan les tropes es van enfrontar a un contraatac d'una unitat soviètica equipada amb tancs T-34. Per primera vegada les baixes alemanyes van ser molt superiors a les soviètiques. Guderian va exigir una investigació sobre les realitats de la guerra de tancs al front oriental, i finalment va suggerir al novembre als principals dissenyadors i fabricants de tancs alemanys que la solució més ràpida era produir una còpia directa del tanc soviètic. Fins i tot el mateix Guderian es va veure obligat a reconèixer que els seus enemics n'estaven aprenent.

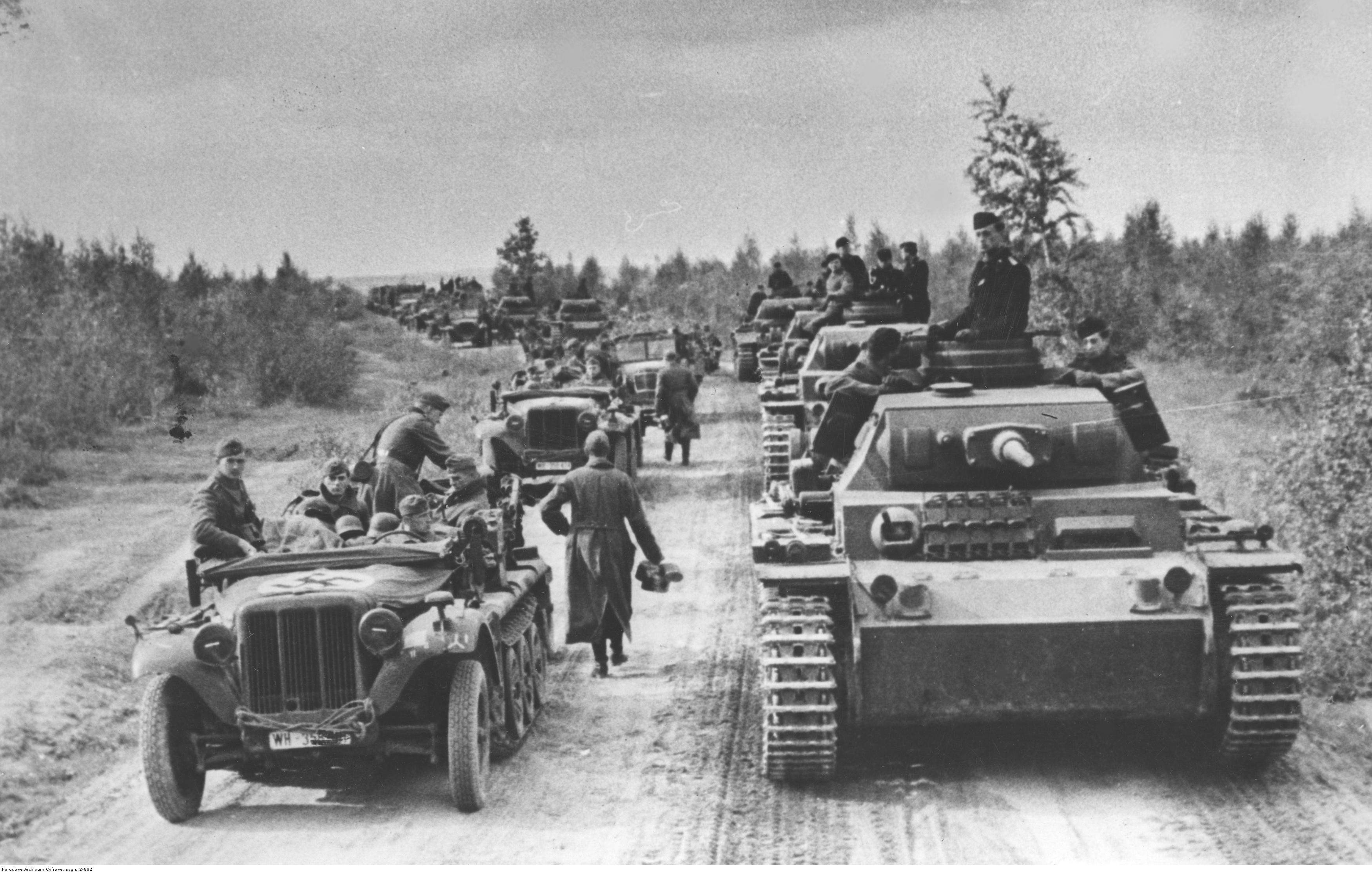
Una columna de forces blindades, inclosos diversos tancs PzKpfw III Ausf G en un camí forestal al front de Moscou.

El 28 d'octubre, Hitler va enviar noves ordres al 2n Panzergruppe; havien d'enviar «unitats ràpides per prendre els ponts sobre el riu Oká a l'est de Sèrpujov» un objectiu que estava a més de 120 quilòmetres de distància en un moment en què les tropes de Guderian amb prou feines podien avançar a una mitjana de quinze quilòmetres al dia. El 13 de novembre, Halder es va reunir a Orsha a mig camí entre Minsk i Smolensk, caserna general del Grup d'Exèrcits Centre amb els principals comandants alemanys. La majoria van estar d'acord que l'ofensiva s'havia d'aturar, el general Kurt Freiherr von Liebenstein, cap de l'Estat Major del 2n Panzergruppe, que parlava en nom de Guderian, va exclamar que el ràpid avanç de les divisions panzer amb temps primaveral no podia duplicar-se amb mal temps. Una important excepció va ser Fedor von Bock comandant del Grup d'Exèrcits Centre que va expressar la seva opinió que l'avenç havia de continuar. En qualsevol cas, Halder havia arribat a la reunió amb una nova directiva del Führer que ordenava reprendre l'avenç cap a Moscou. «És el desig del Führer», va dir lacònicament.
Les noves ordres de l'OHK preveien un atac a pinça contra Moscou. Així el 3r i 4t Panzergruppe havien d'atacar cap a Klin; després creuarien el canal Moscou-Volga i envoltarien Moscou des del nord. Al centre, el 4t Exèrcit (Günther von Kluge) faria un atac frontal contra la ciutat, mentre que el 2n Panzergruppe de Guderian atacaria des del sud-oest cap a Tula i Kashira per unir-se amb les avantguardes panzer del 3r i 4t Panzergruppe en algun lloc a l'est de Moscou.

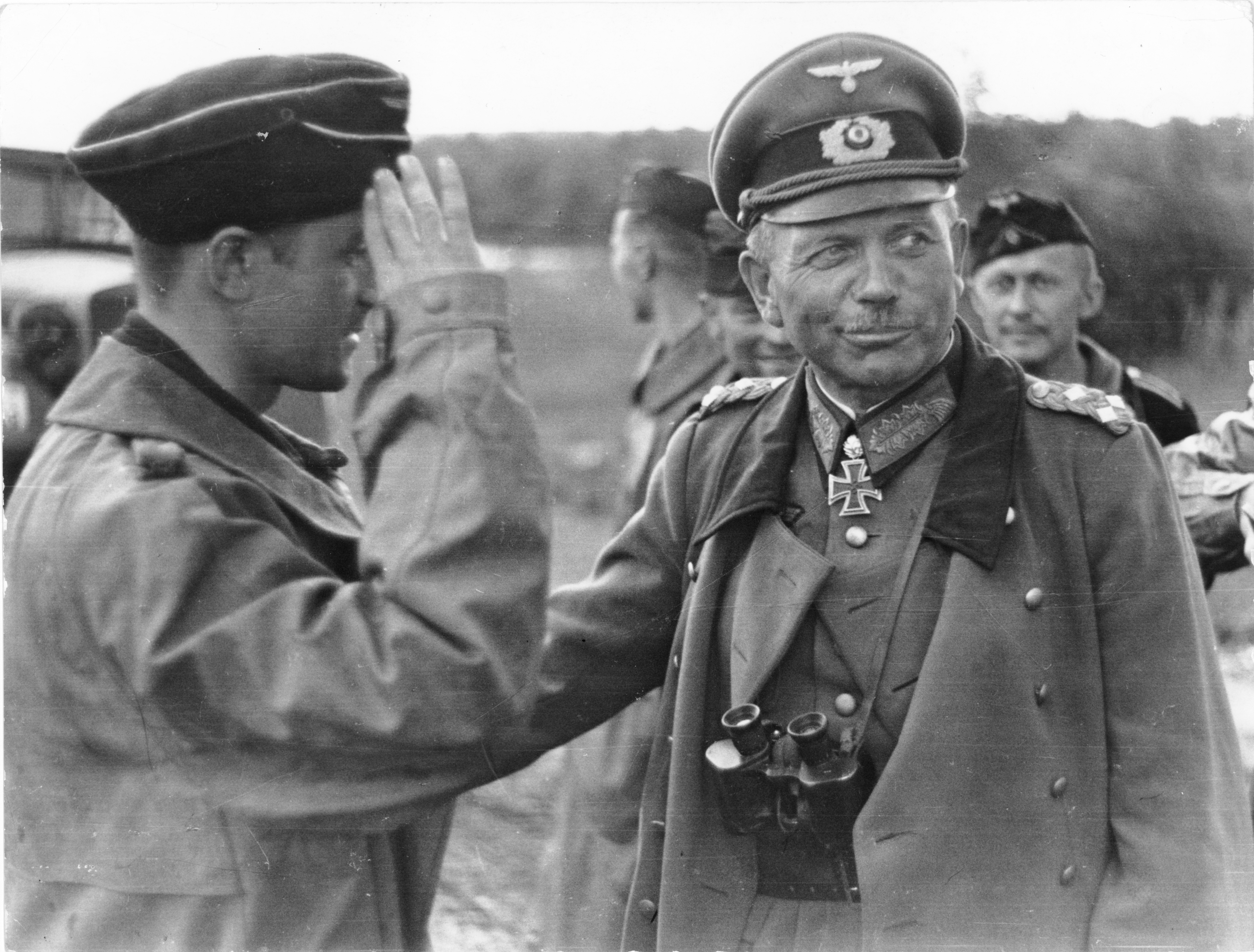
El coronel general Heinz Guderian saluda un soldat durant els durs combats als voltants de Moscou

El 15 de novembre, la terra s'havia congelat prou perquè els alemanys poguessin reprendre la seva ofensiva, tot i que el fred va portar noves misèries als invasors, mal equipats per suportar el cru hivern rus. L'atac del 2n Panzergruppe en direcció a Tula i Kashira, 125 quilòmetres al sud de Moscou, es va iniciar el 18 de novembre, però només va aconseguir un èxit limitat. Guderian havia concentrat la major part dels carros de combat que encara tenia disponibles en una brigada al comandament de l'Oberst Heinrich Eberbach, que havia d'encapçalar l'ofensiva. Eberbach va avançar lentament en un intent de cercar Tula des de l'est per després atacar Moscou. El 50è Exèrcit soviètic (Iván Boldin), que defensava Tula, va llançar repetits contraatacs contra el fràgil avenç alemany. A causa dels persistents contraatacs soviètics, a les enormes dificultats logístiques i al dur hivern, amb temperatures molt per sota de zero graus, l'avenç alemany es va anar alentin, fins a aturar-se sense haver conquerit Tula.
Al centre, l'1 de desembre, el 4t Exèrcit alemany de von Kluge, després d'un retard considerable, va atacar cap a l'est per la carretera Minsk-Moscou i va topar amb una sèrie de línies defensives soviètiques molt ben fortificades i equipades amb abundant material. Al mateix temps el 33è Exèrcit soviètic (Mijaíl Efremov) van colpejar l'avenç alemany pels flancs obligant el 4t Exèrcit a aturar-se completament el 5 de desembre, molt lluny dels seus objectius previstos.
Guderian va culpar el lent compromís del 4t Exèrcit en l'atac del fracàs alemany a arribar a Moscou. Aquesta avaluació va sobreestimar enormement la capacitat de combat de les forces restants de Kluge, molt escasses de suport de blindats i molt afeblides després de mesos d'intensos combats. Tampoc va poder apreciar la realitat que Moscou era una metròpoli que les forces alemanyes no tenien prou efectius per envoltar o capturar en un assalt frontal. Arran del fracàs alemany, Guderian es va negar a transmetre l'ordre de Hitler de «mantenir-se ferm» i va tenir serioses topades amb Günther von Kluge, el nou comandant de l'Heeresgruppe Mitte (Grup d'Exèrcits Centre). La nit del 5 de desembre, Guderian va retirar les seves principals unitats a una línia al sud de Tula més defensable i els va ordenar que s'atrinxeressin, desobeint així les ordres de Hitler. Aquella mateixa nit el 4t Panzergruppe i el 3r Panzergruppe, també van suspendre els seus atacs i van començar a retirar-se. «L'ordre del Führer», va escriure el general Liebenstein, cap de l'Estat Major del 2n Panzergruppe, «no correspon de cap manera amb la realitat. Malgrat totes les peticions i informes, els de dalt no han comprès que estem massa febles per defensar-nos ni tan sols». El 20 de desembre, Guderian va volar a Rastenburg per explicar la seva situació a Hitler i per insistir-li que les seves forces havien de ser evacuades a posicions més defensables. El 25 de desembre de 1941, després d'una nova discussió amb Kluge, va ser rellevat del comandament. A més de Guderian també van ser rellevats els generals Hoepner, Brauchitsch, Rundstedt i Bock, més de trenta generals en total.
Les formacions alemanyes al Front Oriental van implementar ubiquament l'Ordre dels Comissaris i el Decret Barbarroja. Per a totes les divisions dins del grup panzer de Guderian on es conserven arxius, hi ha evidència de represàlies il·legals contra la població civil. En les seves memòries, Guderian va negar haver transmès l'Ordre dels Comissaris a les seves tropes. Tot i això, el General der Artillerie Joachim Lemelsen, comandant del XLVII Cos d'Exèrcit Motoritzat inclòs al 2n Panzergruppe de Guderian, va assegurar que està documentat dient que «els presoners, que podien demostrar-se que eren comissaris, havien de ser apartats immediatament i afusellats» i que l'ordre va venir directament de Guderian. També està documentat que en una comunicació amb l'OKW, Guderian va informar que el seu grup panzer havia «apartat» 170 comissaris a principis d'agost.

### Cap de l'Estat Major General de l'Exèrcit
Durant la Segona Guerra Mundial va participar com a oficial en cap de cossos d'exèrcit a la Campanya de Polònia (1939) i la batalla de França (1940), triomfant amb les seves teories d'atacs en massa de blindats. Quan Hitler va decidir llençar l'Operació Barbarroja (1941) i atacar per sorpresa l'URSS, ell va dirigir els atacs a Kíev i l'ofensiva cap a Moscou, on va ocupar la ciutat de Tula, al sud de la capital soviètica. L'arribada de l'hivern rus i de reforços per l'Exèrcit Roig van fer que patís diverses derrotes que el van fer caure en desgràcia fins a ser nomenat de nou comandant de les forces blindades el 1943. Un any després succeiria a Keitel en el comandament de l'exèrcit de terra.
Quan a finals del 1944, Hitler volia llançar una ofensiva a les Ardenes contra els aliats occidentals, ell s'hi va oposar enèrgicament, ja que creia que defensar el front oriental era prioritari, ja que els russos estaven a les portes d'Alemanya i de la regió de Prússia Oriental, la seva terra natal.
Les seves desavinences amb l'estat major van provocar que Hitler li donés la baixa per malaltia, una excusa per destituir-lo.

## Posguerra

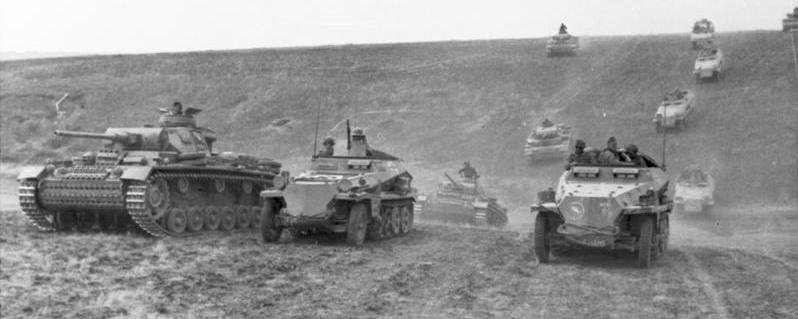
Forces armades alemanyes, juny de 1942

Guderian i el seu personal es van rendir a les forces estatunidenques el 10 de maig de 1945. Va evitar ser condemnat com a criminal de guerra en els judicis de Nuremberg perquè no hi havia proves documentals substancials en contra en aquest moment. Va respondre a les preguntes de les forces aliades i va negar ser un fervent partidari de la ideologia nacionalsocialista. El 1945, es va unir a la Divisió Històrica de l'Exèrcit dels Estats Units. Raó per la qual, els Estats Units van rebutjar les contínues sol·licituds de la Unió Soviètica i de Polònia per la seva extradició. Fins i tot després de la guerra, Guderian va mantenir una clara afinitat amb Hitler i el nacionalsocialisme. Mentre va estar internat pels estatunidencs, es van gravar les seves converses en secret. En una d'aquestes gravacions, mentre conversava amb l'ex Generalfeldmarschall Wilhelm Ritter von Leeb i l'ex-General der Panzertruppen Leo Geyr von Schweppenburg, Guderian va opinar: «Els principis fonamentals del nacionalsocialisme estaven bé».
Guderian va ser alliberat de la captivitat sense judici en 1948, encara que molts dels seus companys no van tenir tanta sort, així per exemple Erich von Manstein va ser condemnat a divuit anys i Albert Kesselring a cadena perpètua. Les raons per aquest tracte tan suau són senzilles, havia informat sobre els seus excol·legues i cooperat amb els Aliats, el que l'havia ajudat a evadir l'enjudiciament. Després del seu alliberament es va retirar a Schwangau prop de Füssen al sud de Baviera i va començar a escriure les seves memòries, el seu llibre més exitós va ser la seva autobiografia Records d'un soldat publicada a 1950. Finalment va morir el 14 de maig de 1954 a l'edat de seixanta-cinc anys i va ser enterrat en Friedhof Hildesheimer Straße a Goslar. Quan va morir encara no s'havia reconstruït l'exèrcit alemany, però la guàrdia de la frontera va llançar salves en honor seu.